# (74407) 1998 YJ21
1998 واي جاي 21 (ويعرف أيضًا باسم (74407) 1998 واي جاي 21 وفق تسمية الكوكب الصغير) (بالإنجليزية: 1998 YJ21)‏ هو كويكب ضمن حزام الكويكبات؛ وترتيبه 74407 من حيث الاكتشاف.
اكتُشف هذا الجُرم الفلكي بواسطة سبيس واتش في 26 ديسمبر 1998.

## وصلات خارجية
- (74407) 1998 YJ21 في قاعدة بيانات مختبر الدفع النفاث لأجرام النظام الشمسي الصغيرة

- الاكتشاف · مخطط المدار ·  العناصر المدارية · المعلمات المادية

- (74407) 1998 YJ21 على موقع ويكي سكاي: DSS2, SDSS, GALEX, IRAS, Hydrogen α, X-Ray, Astrophoto, Sky Map, Articles and images